# Ionuț Panțîru
Ionuț Constantin Panțîru (n. 22 martie 1996, România) este un fotbalist român, care joacă pe post de fundaș la Voluntari în Liga a II-a. pe posturile de fundaș stânga sau extremă stânga.

## Cariera de club

### Politehnica Iași
În ianuarie 2017, după un an în Liga a III-a română cu Știința Miroslava, Panțîru s-a transferat la echipa de Liga I Politehnica Iași, cu care a semnat un contract de cinci ani. 
La 17 noiembrie 2017, Panțîru a marcat primul său gol pentru Politehnica, într-un meci din Liga I împotriva FCSB, și și-a ajutat echipa să obțină o victorie cu 1-0. 

### FCSB
În aprilie 2021, Ionuț Panțîru s-a accidentat grav, lovindu-se de un coechipier pe teren. Au urmat două operații în Italia și 11 luni de pauză. Recuperarea nu a decurs bine, așa că Ionuț a suferit cea de-a treia intervenție chirurgicală. Au urmat alte 8 luni pe margine.

## Activitate în trecut
În trecut, Panțîru ar fi făcut videochat pentru bărbați, însă totul ar fi fost pentru a-și ajuta mama bolnavă. Noul fundaș al roș-albaștrilor a vorbit, la prima conferință de presă susținută la FCSB, despre acest aspect din viața lui.

## Titluri

### Știința Miroslava
- Liga III : 2016–2017

## Legături externe
- Profilul lui Ionuț Panțîru pe Soccerway
- Ionuț Panțîru pe transfermarkt.de